# Cinzia Tomezzoli
Cinzia Tomezzoli (geboren am 16. April 1988 in Zürich) ist eine Schweizer Basketballspielerin.

## Karriere
Cinzia Tomezzoli spielte erstmals für den BC Brunnen in der Nationalliga A. 2007 bestritt sie, noch im Juniorinnenalter, zusammen mit Brunnen den Ligacupfinal und holte sich ihren ersten Titel. Zusätzlich gehörte sie der U21-Nationalmannschaft an.
Am 17. Juli 2009 ereilte sie jedoch ein Schicksalsschlag, als ihr Fuss auf der Hardbrücke in Zürich von einem Lastwagen überrollt wurde. Als Folge des Unfalls verlor sie drei Zehen und sollte gemäss ihren Ärzten zukünftig besser Schach anstatt Basketball spielen. Tomezzoli kämpfte sich jedoch zurück: Ein Jahr nach dem Unfall trainierte sie wieder beim BC Frauenfeld, und zwei Jahre danach spielte sie für den BC Winterthur in der 2. Liga. Mit ihr als Captain stieg der Verein in den nächsten Jahren dreimal auf und spielte ab 2015 in der Nationalliga A. Im September 2015 wurde sie erstmals für Trainings der Nationalmannschaft aufgeboten. Im Dezember 2015 wurde ihre Geschichte in der Sendung sportpanorama auf SRF zwei porträtiert. Am 20. Februar 2016 lief sie erstmals für die Schweizer Nationalmannschaft gegen Bulgarien auf. 2017 gewann sie zusammen mit dem BC Winterthur den Schweizer Cup und den Indoor Sports Supercup. 2019 wurde sie mit dem BC Winterthur zum zweiten Mal Cupsiegerin, 2020 gewann sie mit dem Team zum zweiten Mal in ihrer Karriere den SBL-Cup.
2018 wurde sie zur Winterthurer Sportlerin des Jahres gewählt.

## Erfolge
- Schweizer Cupsieger: 2017, 2019
- Schweizer Supercupsieger: 2017
- SBL Cupsieger: 2007, 2020
- Winterthurer Sportlerin des Jahres: 2018
- 3. Platz SBLeague: 2017/2018
- 2. Platz SBLeague: 2018/2019
- 11. Platz FIBA 3x3 WorldCup 2018